# L'Écluse (roman)
Pour les articles homonymes, voir L'Écluse.
L'Écluse est un roman de Jean-Pierre Faye publié le 1er décembre 1964 aux éditions du Seuil et ayant reçu le prix Renaudot la même année. Son thème central est le mur de Berlin.

## Résumé
Une femme est à l’arrière d’une voiture peut-être dissimulée parce qu’elle doit traverser un poste de frontière avec à son bord une autre femme et un homme qui conduit et dont on pense qu’il a eu une aventure avec la femme cachée, mais rien n’est certain. La femme cachée a aimé cet homme mais elle s’est résignée à le laisser partir et peut-être à l’oublier. La suite du livre met en scène une femme qui s’appelle Vanna puis Van. Elle vit seule et se fait héberger dans un modeste appartement, se rend au théâtre « de l’autre côté » puis s’aventure dans un café et se met à parler avec un inconnu de son mariage manqué, tout comme celui de cet homme, d’ailleurs. Elle a travaillé dans une agence de voyages et fut amenée à voyager beaucoup, à Paris notamment. Elle est tombée longuement malade, a perdu son emploi et s’est fait remplacer. Tout s’arrange quand elle trouve par l’intermédiaire d’un certain Carl Otto un emploi à l’ambassade de France. Cependant son nouvel emploi ne lui permet plus de passer « de l’autre côté » qu’à de rares exceptions. Elle côtoie des individus difficilement identifiables comme le professeur Pechtein ou encore Otto. Survient l'étrange disparition de Lena ou Leda Zoi une ressortissante russe, avec laquelle Vanna a eu brève entrevue, et qui s’est noyée près de l’écluse. Le titre évoque une étendue d’eau contrôlée pour faire passer de l’autre côté les embarcations. Berlin n’est jamais nommée clairement mais elle est comparée à une île coupée en deux.

## Éditions
- L'Écluse, éditions du Seuil, 1964,  (ISBN 978-2020017206).
- L'Écluse, éditions Hermann, réédition 2009,  (ISBN 978-2705668532).